# Jim Griffiths
James „Jim” Griffiths CH (ur. 19 września 1890 w Betws niedaleko Ammanford w hrabstwie Carmarthenshire, zm. 7 sierpnia 1975 w Londynie) – brytyjski polityk i działacz związków zawodowych, członek Partii Pracy, minister w rządach Clementa Attleego i Harolda Wilsona.
Był najmłodszym z dziesięciorga dzieci lokalnego kowala. Wykształcenie odebrał w Betws Board School. W wieku 13 lat opuścił szkołę i rozpoczął pracę w kopalni węgla Ammanford No. 1. Griffiths był pacyfistą. Podczas protestów przeciwko przystąpieniu Wielkiej Brytanii do I wojny światowej poznał Winifred Rutley, którą poślubił w 1918 r. i miał z nią dwóch synów i dwie córki. Griffiths kontynuował swoją edukację w szkołach wieczorowych i prowadził działalność socjalistyczną. W 1908 r. brał udział w tworzeniu Niezależnej Partii Pracy w Ammanford i wkrótce został jej sekretarzem. W latach 1916–1919 był sekretarzem Ammanford Trade COuncil.
W 1919 r. opuścił kopalnię i rozpoczął naukę w Central Labour College w Londynie. Po powrocie w rodzinne strony pracował jako agent Partii Pracy w Llanelli (1922-1925). W latach 1925–1936 był agentem w Anthracite Miners' Association. W latach 1934–1936 był prezesem Górniczej Federacji Południowej Walii. W 1936 r. został wybrany do Izby Gmin w wyborach uzupełniających w okręgu Llanelli. W 1939 r. został wybrany do Narodowego Komitetu Wykonawczego Partii Pracy.
Po zwycięstwie laburzystów w wyborach 1945 r. Griffiths został członkiem Tajnej Rady oraz ministrem zabezpieczenia socjalnego. Odpowiadał za utworzenie modelu państwa opiekuńczego. W 1945 r. doprowadził przyjęcia Family Allowances Act, który przyznawał zasiłki na dzieci rodzinom wielodzietnym. Za jego urzędowania uchwalono również Industrial Injuries Act (odszkodowania za wypadki przy pracy) oraz National Insurance Act (o ubezpieczeniu powszechnym, National Insurance). W 1950 r. Griffiths otrzymał tekę ministra kolonii. Pozostawał na tym stanowisku do wyborczej porażki Partii Pracy w 1951 r.
Jako polityk opozycji Griffths był w latach 1955–1959 wiceprzewodniczącym Partii Pracy. Zajmował się również sprawami walijskimi. Sprzeciwiał się brytyjskiej interwencji podczas kryzysu sueskiego. Działał na rzecz utworzenia odrębnego ministerstwa zajmującego się sprawami Walii. Kiedy Partia Pracy wygrała wybory 1964 r. premier Harold Wilson powierzył Griffithsowi stanowisko pierwszego ministra ds. Walii.
Griffiths sprawował to stanowisko do wyborów 1966 r. Po nich powrócił do tylnych ław parlamentu. Został odznaczony Orderem Kawalerów Honorowych. W 1970 r. zrezygnował z miejsca w Izbie Gmin. Rok wcześniej opublikował swoje wspomnienia, Pages From Memory. Zmarł w 1975 r. i został pochowany w Christian Temple Chapel w Ammanford.